# Mediouna (Argélia)
Mediouna (em árabe: مديونة) é uma comuna localizada na província de Relizane, Argélia. De acordo com o censo de 2008, a população total da cidade era de 30 744 habitantes.